# Liste de l'armement utilisé pendant la guerre de Cent Ans
Armes blanches, canons, bouches à feu, etc utilisés durant la guerre de Cent Ans par les Français.
- Fauchart ou vouge : arme dérivée de la faux ou de la serpe des paysans, servie par le vougier.

- Fléau à plommées :

- Javeline : petit javelot.

- estoc : épée avec laquelle on frappait avec la pointe (l'estocade).

- Bombarde : canon rudimentaire tirant des boulets de pierre.

- Serpentine : petit canon utilisé aux remparts.

- Couleuvrine : canon fin et long, ancêtre du fusil, servi par les couleuvriniers.

- Arbalète : arme de trait, servie par les arbalétriers.
- Vireton : trait d’arbalète empenné en hélice et tournant sur lui-même quand on le lance[1].

- Trébuchet : arme de siège.

- Pique : arme plate à pointe à long manche.

- Arc : servi par les archers.

- Poudre à canon :

- Lance : arme à fer pointu à long manche.

- Hache : arme de poing.

- Dague : arme blanche à lame courte et large.

- Beffroi : arme de siège constituée d'une tour construite avec des planches de bois et montée sur roues.

- Couillard : arme de siège.

- Fauconneau : arme de siège.

- Bouche à feu : canon rudimentaire, ex : bombarde.

- Bricole : arme de siège.

- Catapulte : arme de siège utilisé pour lancer des projectiles (pierres, étoupes enflammées, etc.)

- Bélier : arme de siège.

- Hallebarde : arme à fer pointu à un côté tranchant servie par les hallebardiers.

- Coutille : arme à fer large et à double tranchant servie par le coutillier.

- Bombardelle : petite pièce d'artillerie portable lançant des petits boulets en fonte de fer, servie par les couleuvriniers.

- Crapaudau : petite pièce d'artillerie portable lançant des petits boulets de fonte en fer, servie par des couleuvriniers.

- Veuglaire : petit canon se chargeant par la culasse portable ayant pour projectile des petits boulets en fonte de fer, servi par des couleuvriniers.

- Guisarme : (Arme en forme de hache muni d'un crochet emmanché sur une hampe de bois utilisée pour accrocher les armures et ainsi faire choir de leur monture les chevaliers, la hache taille l'homme en pièces) : servie par des guisarmiers.

- Épée à deux mains : arme blanche.

- Épée à une main : arme blanche.

- Épée à une demi-main dite épée bâtarde.

- Ribaudequin : canon installé sur un chariot et doté de multiples bouches à feu.

- Bassinet : casque

- Brigandine : petite cotte de mailles

Liste à compléter